# عاشورگلدی برزین
عاشورگِلدی برزین (زادهٔ ۱۳۲۱) نوازندهٔ دوتار و خواننده موسیقی ترکمنی اهل ایران است. او در جشنوارهٔ «نغمه‌های پایداری» به عنوان چهرهٔ ماندگار موسیقی نواحی ایران مورد تجلیل قرار گرفت.

## زندگی‌نامه
عاشورگِلدی برزین، سال ۱۳۲۱ در روستای گرکز از توابع شهرستان کلاله در استان گلستان متولد شد. او نخستین فرزند خانواده بود و شش برادر و یک خواهر داشت. عاشورگلدی از سن ۹ سالگی آوازخوانی را آغاز کرد. او در سن ۱۲ سالگی، با حمایت مادر و پدرش و فروش گاوی که در خانه داشتند، سازِ دوتاری خرید و نزد «دینو گرکزی» فراگیری این ساز را آغاز کرد. پس از آن به مدت ۷ سال از آموزش‌های «نظرلی محجوبی»، از باغشی‌های سرشناس ترکمن بهره برد. «مختوم‌قلی قارلیف»، «صاخی جبار» و «نوربردی قولوف» از دیگر استادانِ آواز او بودند.
عاشورگلدی برای نخستین اجرایش، یک برهٔ سفید، مقداری پارچه و چند قران پول دریافت کرد. وقتی به خانه رفت، مادرش گفت: «به خاطر اینکه بالاخره اجرا کردن را شروع کردی این بره را قربانی می‌کنیم و نذری می‌دهیم.» صدای نالهٔ بره هنگامِ سر بریدن، عاشورگلدی را تحت تأثیر قرار داد و قطعه‌ای به عنوان «نالهٔ بره سفید» ساخت. او پس از آن، ۲ قطعهٔ دیگر نیز ساخت که در سن ۱۸ سالگی در رادیو گرگان، این آثار را اجرا کرد. وی در طول فعالیت‌های هنری خود، نزد ۳۵ هنرمند موسیقی آموزش دید، با این حال، «نظرلی محجوبی» استاد اصلی او به‌شمار می‌آمد. وی در کنار خوانندگی و نوازندگی، به آموزش موسیقی نیز پرداخت و در این زمینه ۱۸ شاگرد پرورش داد.
عاشورگلدی برزین به مدت ۵۴ سال با رادیو گرگان همکاری داشت. او در طول فعالیت‌های هنری خود، در حدودِ ۴۰ جشنوارهٔ داخلی و خارجی به اجرای برنامه پرداخت و حدود ۵۰ لوح تقدیر دریافت کرد. وی که به بیماری قلبی دچار شده بود، در سال ۱۳۹۶ اعلام کرد که برای ساخت خانهٔ ۴۵ متری‌اش وام گرفته و با مستمری ۱۵۰ هزارتومانی وزارت ارشاد از عهدهٔ بازپرداخت این وام برنیامده و حالا با چالش پلمپ شدن خانه‌اش روبرو شده‌است. حاجی‌گلدی برزین، برادر عاشورگلدی برزین نیز از معدود نوازندگان کمانچهٔ موسیقی ترکمنی بود که در اردیبهشت ۱۴۰۱ درگذشت.
عاشورگلدی برزین، مدرک درجه یک هنری خود را از وزارت ارشاد دریافت کرد و در اختتامیهٔ سی‌ و چهارمین جشنواره موسیقی فجر گلستان مورد تجلیل قرار گرفت.
او در سال ۱۳۹۸، تندیس آینه‌دار را از ششمین دورهٔ از جشنوارهٔ موسیقی آینه‌دار دریافت کرد. مستند «عاشقانه‌های یک ترکمن» به کارگردانی جمیل عامل صادقی، از زندگی و فعالیت‌های هنری عاشورگلدی برزین ساخته شده‌است.

## آثار هنری
از جمله آثار منتشرشدهٔ عاشورگلدی برزین، می‌توان به موارد زیر اشاره کرد:
- «بولار سِن»
- «داگلار هِک»
- «قلندر بِلان»
- «هَندا سِنی»
- «یی گیده ۱»
- «یی گیده ۲»
- آلبوم گرگان‌یولی